# Histoire de l'Azerbaïdjan
Cet article concerne l'histoire du territoire formant la République d’Azerbaïdjan, dans le Caucase. Pour histoire de l’Azerbaïdjan originel, voir Histoire de l'Azerbaïdjan (Iran).

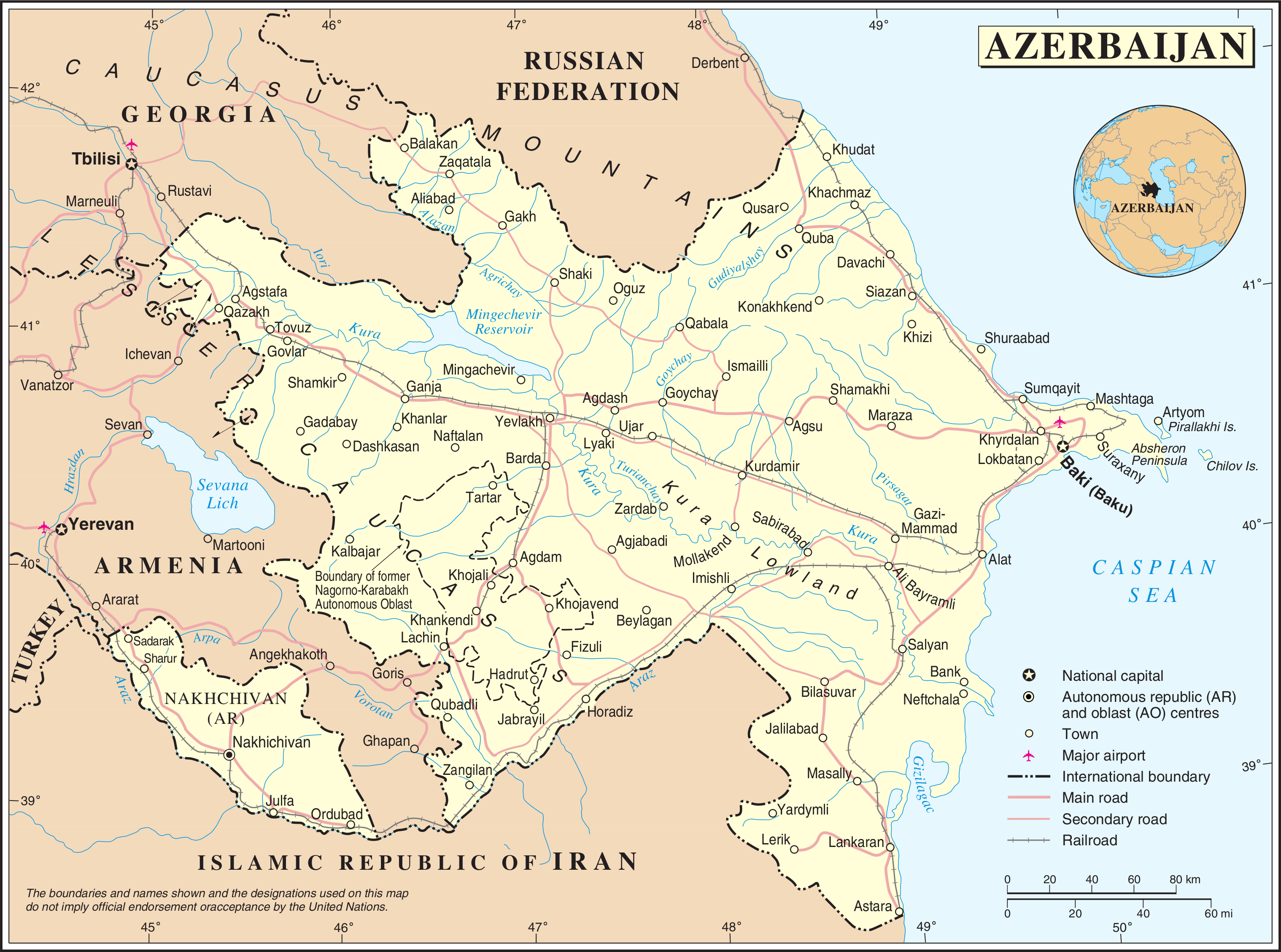
Carte politique de l'Azerbaïdjan (UN, 2010)

Carte topographique

L'histoire de l'Azerbaïdjan est comprise dans cet article comme l'histoire de la région formant aujourd'hui la République d'Azerbaïdjan. Topographiquement, la terre est contenue par les pentes sud des montagnes du Caucase au nord, la mer Caspienne à l'est et les hautes terres arméniennes à l'ouest. Au sud, ses frontières naturelles sont moins distinctes, et ici le pays se confond avec le plateau iranien.
L'inclusion de l'Azerbaïdjan dans le Grand Empire seldjoukide au XIe siècle joue un rôle important dans la formation du peuple azéri. La formation de la nation azerbaïdjanaise se termine au XIIIe siècle.
Au début du XIe siècle, la région est progressivement envahie par des vagues de Turcs Oghuz d'Asie centrale, qui adoptent à cette époque un nom ethnique turkmène. La première de ces dynasties turques fut l'empire seldjoukide, qui entra en Azerbaïdjan en 1067.
Après la mort de Timur, deux États turcs indépendants et rivaux ont émergé dans la région : Qara Qoyunlu et Aq Qoyunlu. Aq Qoyunlu et Qara Qoyunlu se composaient principalement de tribus turques de langue azérie et avaient une structure confédérée à deux États,,. Certains historiens sont d'avis qu'ils sont des Azerbaïdjanais modernes,Les Shirvanshahs, en revanche, sont redevenus indépendants dans ce processus et ont renforcé leurs gouvernements locaux.
En 1501, l'État des Safavides a été créé en Azerbaïdjan et en Iran. La lignée de la dynastie était basée sur la ville d'Ardabil dans le sud de l'Azerbaïdjan. La langue principale des Safavides était l'azéri, mais ils parlaient aussi le persan, 
La langue principale des dirigeants safavides était l'azéri, il était parlé dans le palais safavide jusqu'à l'effondrement de l'État,,.Les seigneurs féodaux de l'État se composaient des tribus Qizilbash de langue azerbaïdjanaise.  et ils avaient le dessus dans l'administration de l'État.  de même, ils constituaient l'armée de l'état des Safavides,,.
Après la désintégration de l'empire Afshar en 1747, des (Khanats d'Azerbaïdjan), khanats (royaumes) d'origine azerbaïdjanaise ont émergé en Azerbaïdjan et en Azerbaïdjan iranien.  cette période est considérée comme la période de fragmentation féodale de l'Azerbaïdjan.
La période des khanats est considérée comme la période de fragmentation féodale de l'Azerbaïdjan.  Ainsi, la période d'un demi-siècle d'indépendance de l'Azerbaïdjan a commencé, bien que dans des conditions de profonde désintégration politique et de guerre civile.
Après les guerres russo-perses de 1804–1813 et 1826–1828, l'Iran Qajar a été contraint de céder ses territoires caucasiens à l'Empire russe ;  les traités de Gulistan en 1813 et de Turkmenchay en 1828 définissent la frontière entre la Russie tsariste et l'Iran Qajar
L'Azerbaïdjan possède un riche patrimoine culturel.  Il a la particularité d'être le premier pays à accueillir des arts du spectacle tels que l'opéra et le théâtre parmi les pays où les musulmans sont majoritaires.
Après plus de 80 ans d'appartenance à l'Empire russe dans le Caucase, la République démocratique d'Azerbaïdjan a été créée en 1918. L'Azerbaïdjan a été envahi par les forces soviétiques en 1920, ce qui a conduit à la création de la RSS d'Azerbaïdjan. Au début de la période soviétique, l'identité nationale azerbaïdjanaise a finalement été forgée. L'Azerbaïdjan est resté sous domination soviétique jusqu'à l'effondrement de l'Union soviétique en 1991, après quoi l'indépendance de la République d'Azerbaïdjan a été proclamée. Les relations hostiles avec l'Arménie voisine et le conflit du Haut-Karabakh ont été au centre de la politique azerbaïdjanaise depuis l'indépendance.
En 2024, sur un territoire de 86 600 km2 (hors territoire du Haut-Karabagh), le pays est riche d'une population d'environ 10 millions d'Azerbaïdjanaises et Azerbaïdjanais, très majoritairement Azéris parlant l'azéri.
La démographie de l'Azerbaïdjan est dynamique : 2 millions en 1908, 3,2 en 1939, 3,7 en 1959, 6 en 1979, 7 en 1989, 8 en 1999, 9 en 2009, 10 vers 2019, 10 135 373 en 2023.

## Préhistoire
Les premières implantations humaines dans la région remontent à l'âge de la pierre, il y a plus de 1,5 million d'années. La plupart des sites préhistoriques sont situés dans les régions du Karabagh (grottes d'Azikh, de Taghlar et de Zar), de Gazakh (grottes de Dashsalahli et de Damdjili, sites préhistoriques de Shishguzey et de Kekilli où ont été découverts des outils de travail et autres), du Nakhitchevan et en région talyshe.

## Paléolithique
La grotte d'Azykh sur le territoire du district de Fizuli en République d'Azerbaïdjan est considérée comme le site de l'une des plus anciennes habitations proto-humaines d'Eurasie. Des vestiges de la culture pré-acheuléenne ont été trouvés dans les couches les plus basses de la grotte d'Azykh qui ont au moins 700 000 ans. En 1968, Mammadali Huseynov a découvert une mâchoire partielle d'un humain  datant de 300 000 ans. Il s'agissait du plus ancien reste humain jamais découvert en Union soviétique.
La période paléolithique dans ce qui est aujourd'hui l'Azerbaïdjan est représentée par des découvertes à Aveidag, Taglar, Damjily, Dash Salakhly et d'autres sites. Des dessins gravés gravés sur des roches à Qobustan, au sud de Bakou, illustrent des scènes de chasse, de pêche, de travail et de danse, et datent de la période mésolithique.

## Énéolithique
La période énéolithique ou chalcolithique (environ 6e - 4e millénaire avant notre ère) était la période de transition de l'âge de pierre à l'âge du bronze. De nombreux habitats énéolithiques ont été découverts en Azerbaïdjan, et des artefacts datés au carbone montrent que pendant cette période, les gens construisaient des maisons, fabriquaient des outils de cuivre et des pointes de flèches, et connaissaient l'agriculture non irriguée.

## L'Albanie caucasienne, les Parthes et la conquête sassanide

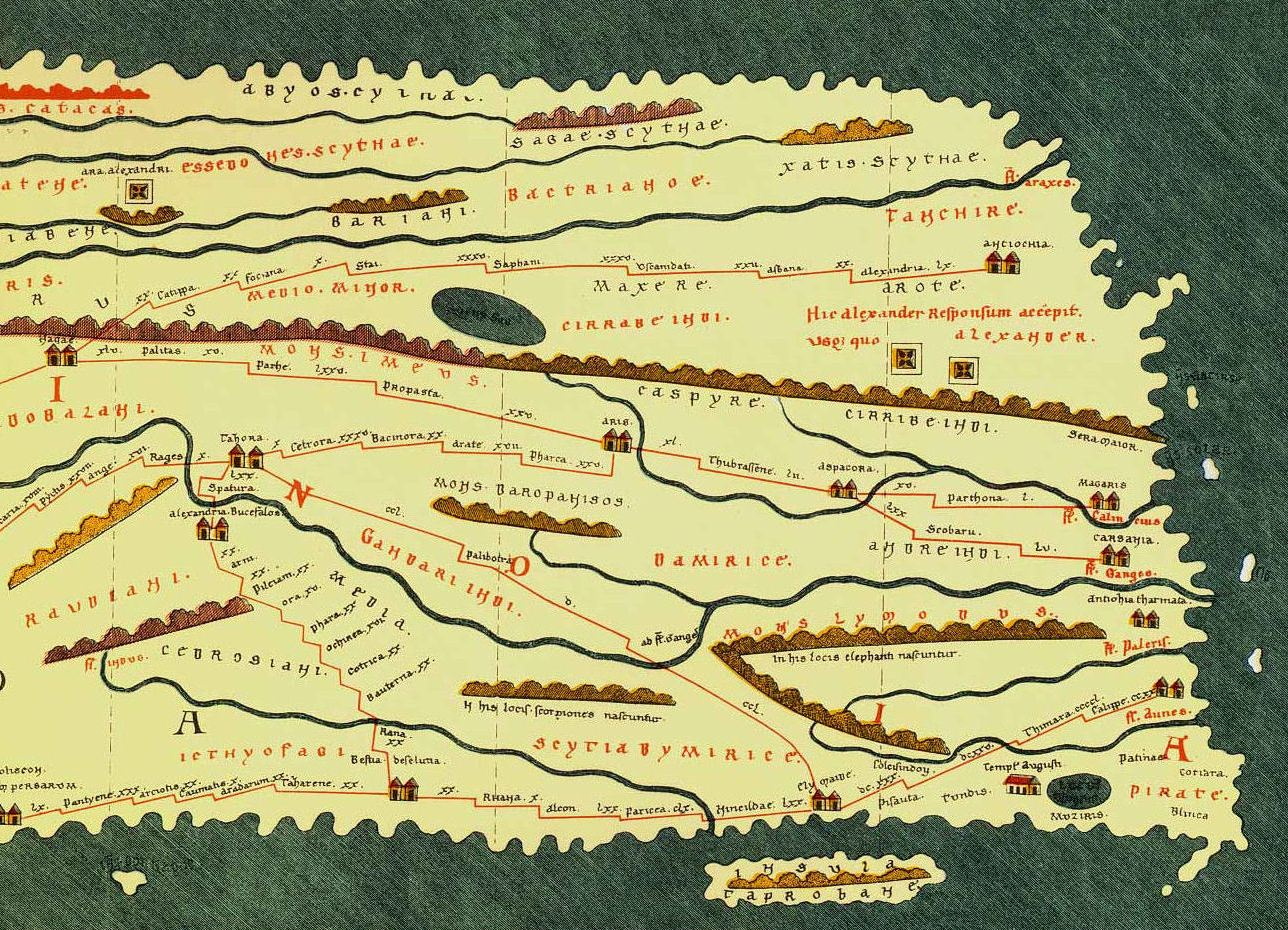
Table de Peutinger : extrémité orientale du monde (Médie, Scythie, Inde, Chine), vers 150

Le royaume albanien a fusionné autour d'une identité caucasienne indigène pour forger un état unique dans une région de vastes états d'empire. Cependant, au IIe ou au Ier siècle avant notre ère, les Arméniens restreignirent considérablement les territoires albaniens au sud et conquirent les territoires du Karabakh et de l'Utik, peuplés de diverses tribus albaniennes, telles que les Utians, les Gargaristes et les Caspiens[réf. souhaitée]. Pendant ce temps, la frontière entre l'Albanie et l'Arménie se trouvait le long de la rivière Kur.
Comme la région est devenue une arène de guerres quand les Romains et les Parthes ont commencé à étendre leurs domaines, la plupart de l'Albanie est venue, très brièvement, sous la domination des légions romaines sous Pompée et le sud étant contrôlé par les Parthes. Une sculpture rocheuse de ce qui est considéré comme l'inscription romaine la plus orientale survit juste au sud-ouest de Bakou sur le site de Gobustan. Il est inscrit par Legio XII Fulminata à l'époque de l'empereur Domitien. L'Albanie du Caucase est par la suite entièrement tombée sous la domination des Parthes.
Après la division de l'Arménie entre Byzance et la Perse en 387, les rois albaniens reprennent le contrôle des provinces d'Uti et d'Artsakh (au sud du Kur), lorsque les rois sassanides récompensent les souverains arsacides albaniens pour leur redevance à la Perse.

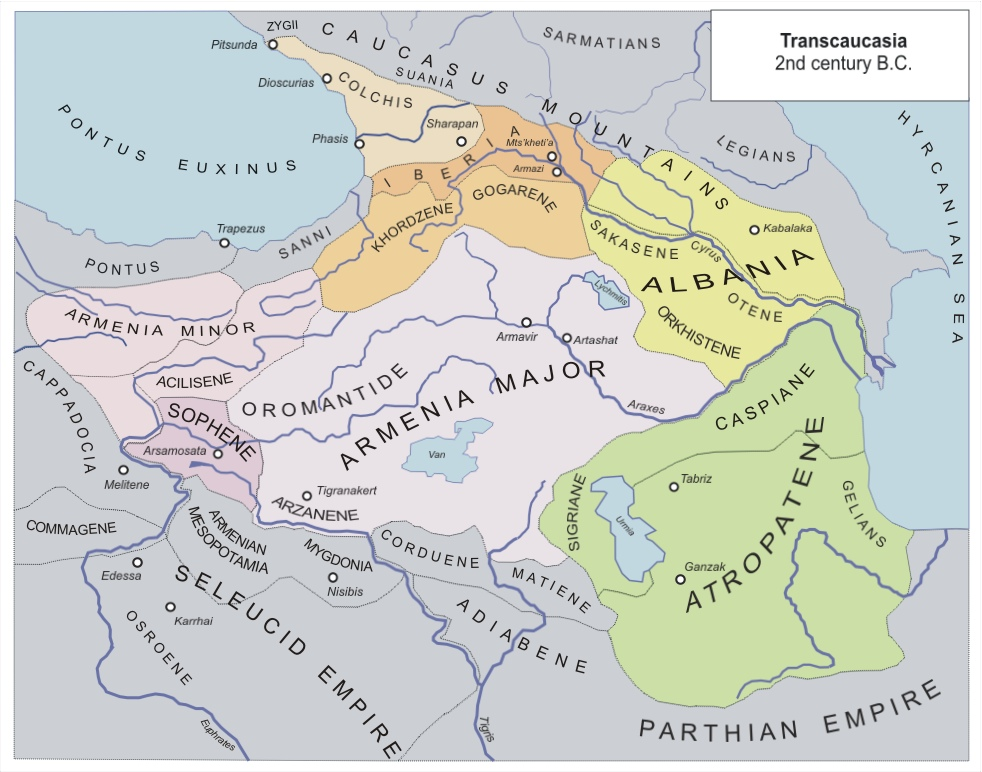
Transcaucasie, période 100-200
Période 200-300
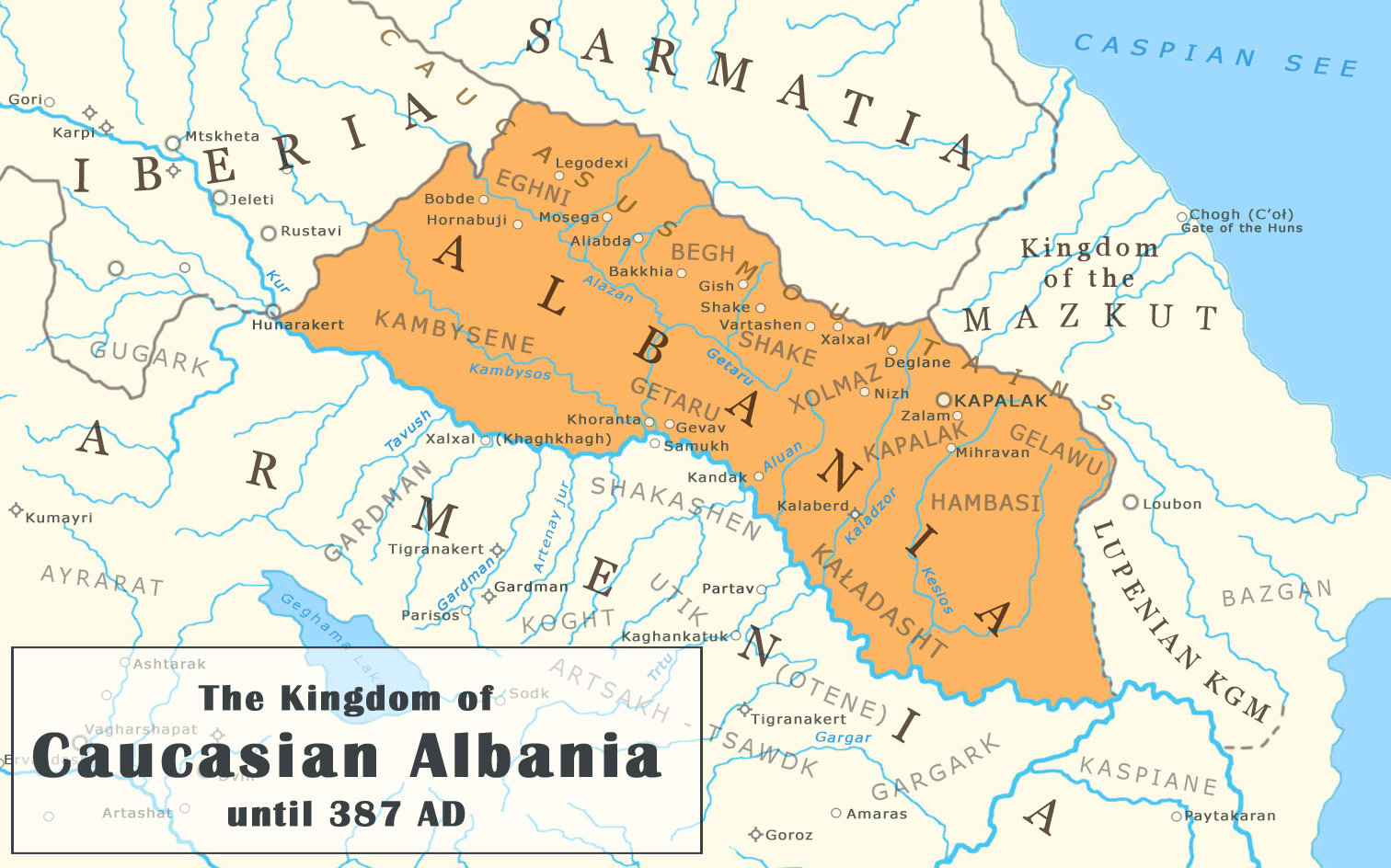
Période 300-387
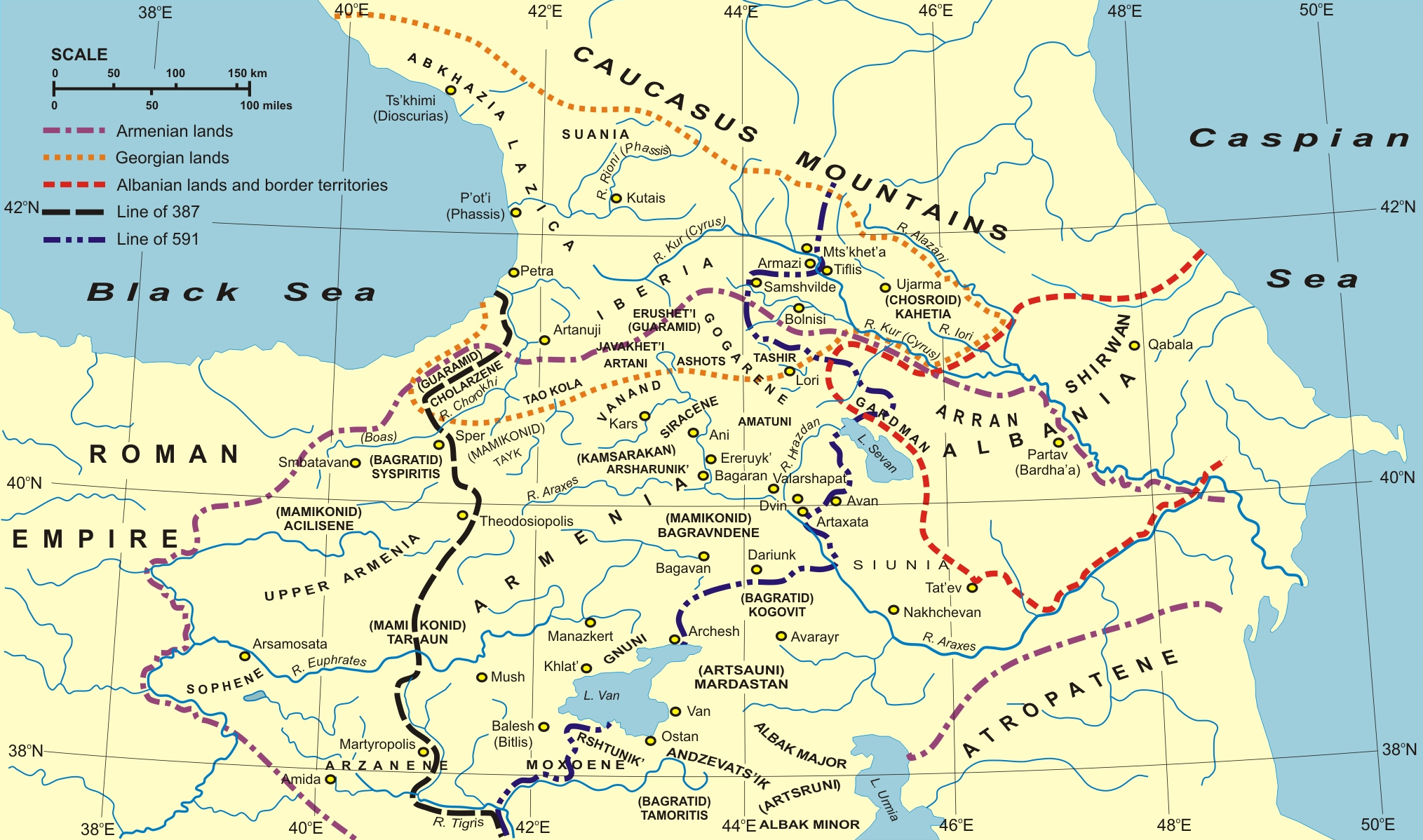
Région vers 387-706
vers 500-600

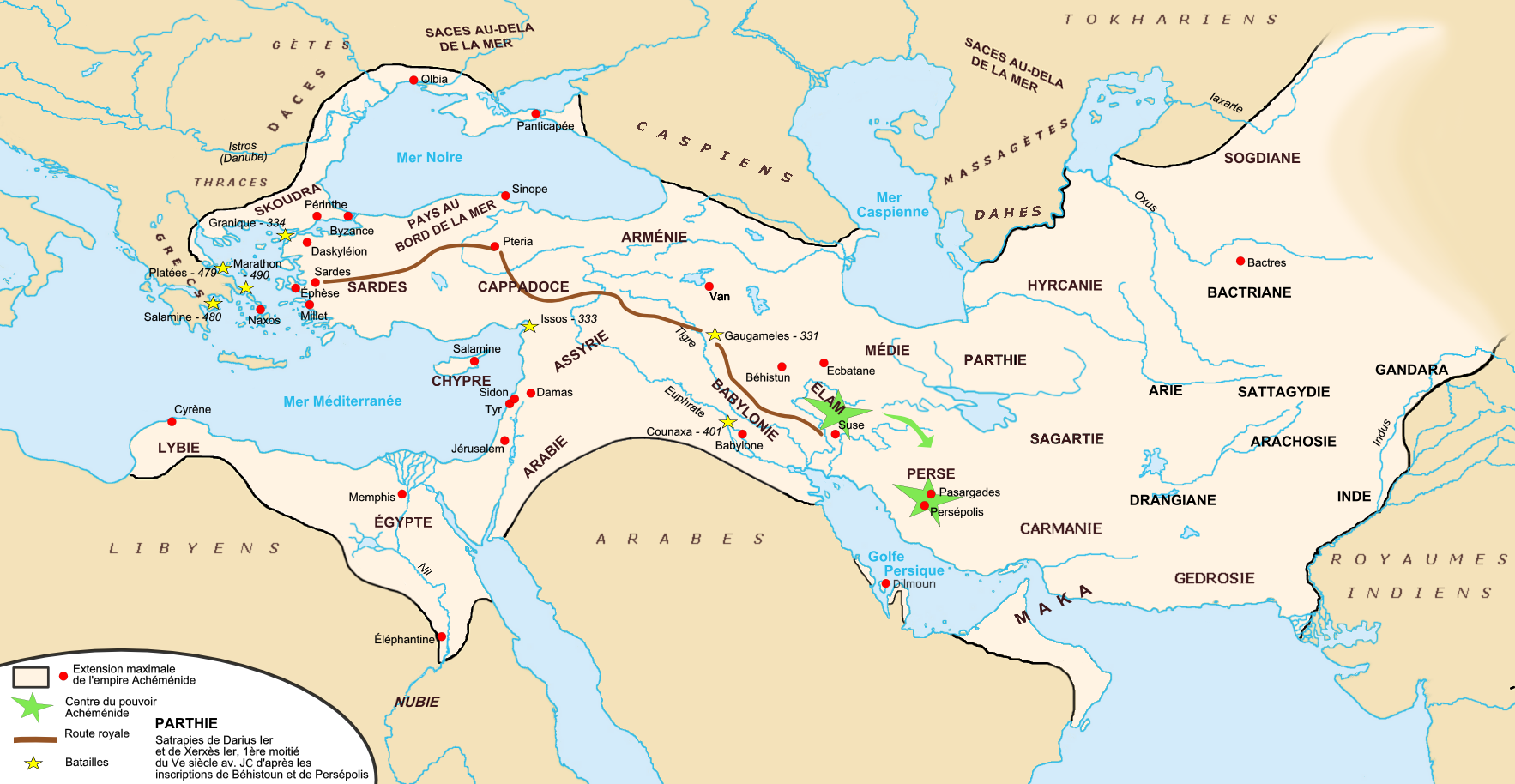
Empire achéménide
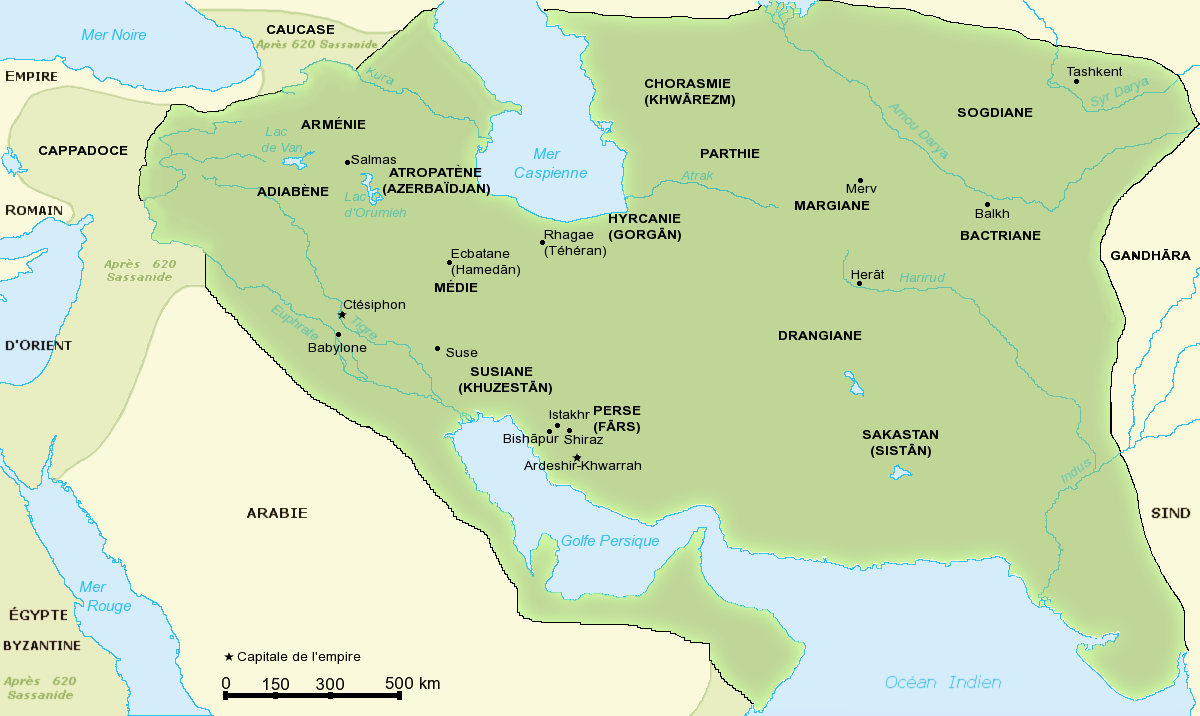
Empire sassanide
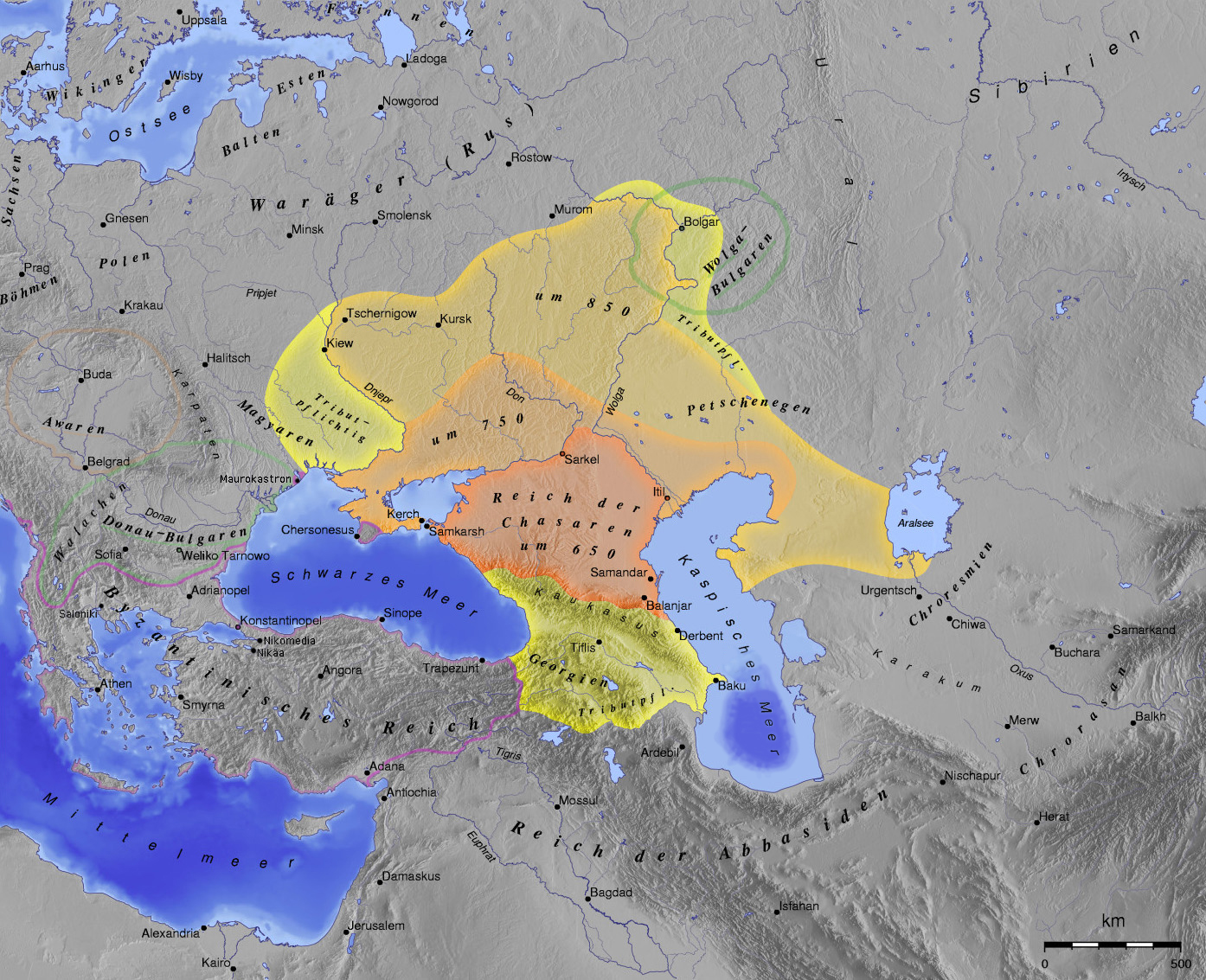
Empire khazar, Khazars, vers 640
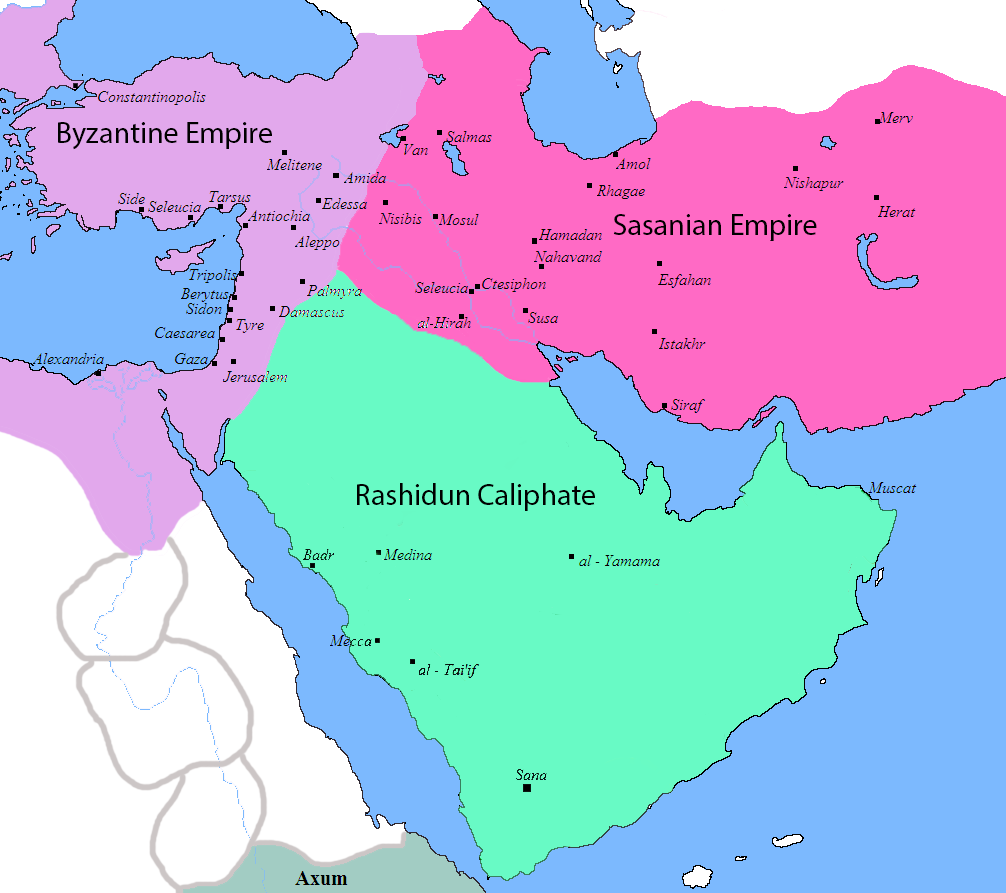
Califat et Abbassides, vers 660
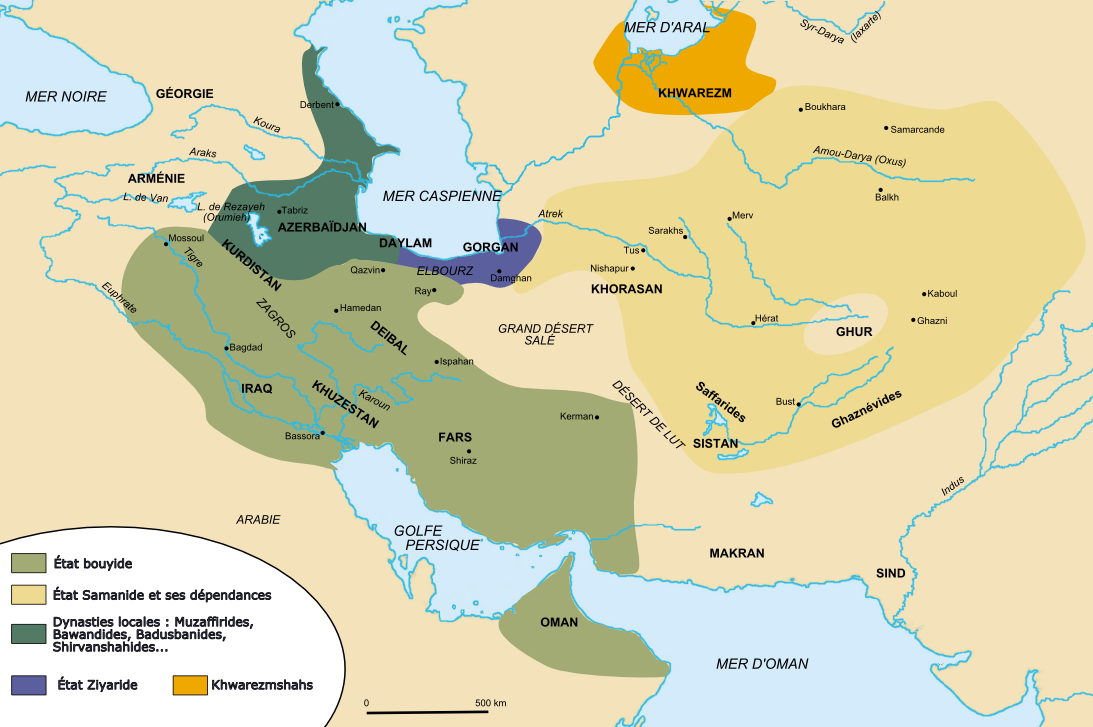
Chirvanchah et Bouyides, vers 1000

## Conquête islamique (vers 640-670)

Caucase, vers 740

Les Arabes musulmans l'emportent sur les Sassanides et les Byzantins, dans leurs déplacements dans la région du Caucase, lors de la conquête musulmane de la Perse (633-654). 
Les Arabes font de l'Albanie caucasienne un état vassal, après la capitulation de la résistance chrétienne dirigée par le prince Javanshir en 667[réf. souhaitée]. 
Entre le IXe et le Xe siècle, les auteurs arabes commencent à désigner la région entre les rivières Kur et Aras comme Arran. 
Pendant ce temps, des Arabes de Bassora et de Kufa viennent en Azerbaïdjan et saisissent les terres abandonnées par les peuples autochtones[réf. souhaitée].

## Moyen Âge
Du VIIe au Xe siècle, la région connaît un essor politique sous les Sajides, les Chirvanchahs, les Salarides, les Ravvadides et les Cheddadides.
Au XIIe siècle, après l'effondrement de l'Empire seldjoukide, les Atabegs d'Azerbaïdjan règnent depuis leur capitale de Nakhitchevan, puis d'Ardabil, et enfin de Tabriz, sur l'Azerbaïdjan iranien actuel et sur l'Arran (l'Azerbaïdjan moderne). Leur territoire est ensuite conquis par le Khwârezm-Shah Jalal ad-Din au XIIIe siècle, dont l'État succombe ensuite aux Mongols. Au XIIIe siècle, l'Empire mongol des Khulaguides est fondé, avec à Tabriz comme capitale.
Après la mort de Timur, deux États turcs indépendants et rivaux ont émergé dans la région : Qara Qoyunlu et Aq Qoyunlu. Aq Qoyunlu et Qara Qoyunlu se composaient principalement de tribus turques de langue azérie et avaient une structure confédérée à deux États,,. Les Shirvanshahs, en revanche, sont redevenus indépendants dans ce processus et ont renforcé leurs gouvernements locaux.

## Époque moderne: 1500-1800

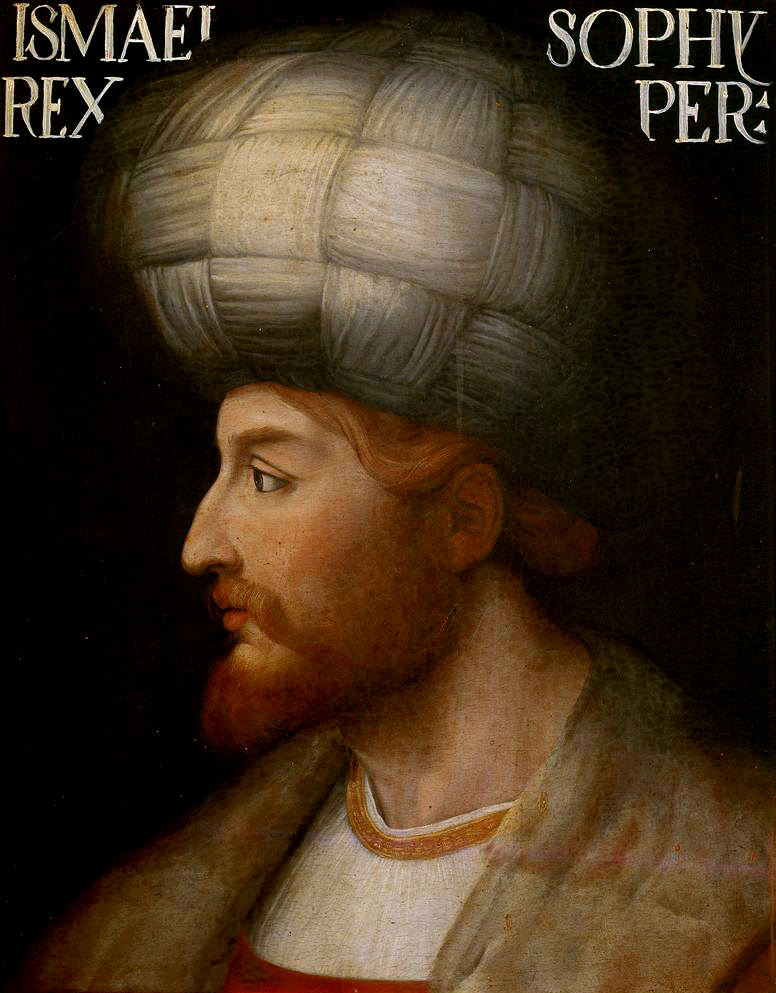
Shah Ismail, le fondateur de la dynastie séfévide.

À la fin du XVe et au début du XVIe siècle, Shah Ismail Ier Séfévi s'empare de la Perse et conquiert la Transcaucasie. Allié à l’Angleterre et au Portugal contre les Ottomans, il est néanmoins défait lors de la bataille de Tchaldiran en 1514. À la fin du XVIe siècle, l’Empire séfévide s’affaiblit à la suite des guerres permanentes avec les Ottomans, qui conquièrent le territoire de l’Azerbaïdjan moderne. Leur domination dure vingt ans, jusqu'à ce que l’héritier et petit-fils d'Ismaïl Ier, Shah Abbas Ier, les rejette : il forme rapidement une armée régulière, vainc les Turcs et restaure presque entièrement au début du XVIIe siècle l'ancien Empire séfévide. Cet État s'iranise cependant, et l'azéri cesse d'être la langue officielle, malgré le fait qu’au palais, de nombreuses positions importantes restent occupées par des Azéris.
Au début du XVIIIe siècle, l’Empire séfévide s’affaiblit de nouveau et est envahi par les Turcs, pendant six ans. Arrivé au pouvoir après la chute de l’État séfévide, Nadir Shah, de la dynastie des Afcharides, expulse les Turcs ottomans. Cependant, après la mort de Nadir Shah, son empire s’effondre.
Sous le règne de Nadir-shah, de nombreuses entités — principalement des khanats (qualifiés d'« Azerbaijani » par Tadeusz Swietochowski (en) et Firouzeh Mostashari,), avec à leur tête des dynastes turcs — se forment sur le territoire de l’Azerbaïdjan, de l’Arménie et de l’Azerbaïdjan iranien modernes, qui aspirent à l’indépendance,. Ils le sont vraisemblablement sous la dynastie Zand mais sont repris en main au début du XIXe siècle sous les Kadjars. Les khanats réussissent toutefois à maintenir leur indépendance[réf. nécessaire]. Deux d'entre eux, les khanats de Kouba et du Karabagh, prennent sous leur contrôle la plupart des autres khanats.
Liste des khanats
- Khanat d'Ardébil (en) (1747-1808)
- Khanat de Bakou (1747-1806)
- Sultanat de Bortchaly (?bartchkhali, Mingrélie)
- Khanat de Chaki (1743-1819)
- Khanat de Chirvan (1761-1820)
- Khanat de Derbent (en) (1747-1806, Daghestan)
- Djamaat de Djaro-Belokan (en)
- Khanat de Djavad (en) (1747-1805)
- Sultanat d'Elissou (en) (1604-1848, Ilisu)
- Khanat d'Erevan (1747-1828)
- Sultanat de Goutgashen
- Khanat de Gandja (1747-1804/1805)
- Khanat de Kouba (1680-1810)
- Khanat du Karabagh (1748-1822)
- Khanat du Karadagh (en) (1747-1828) (Ahar)
- Sultanat de Kazakh (en) (1605-1801) (Qazeax / Gazakh)
- Khanat de Khoy (en) (1210-1799) kurde
- Khanat de Maku (en) (1747-1923)
- Khanat de Maragha (sd)
- Khanat de Nakhitchevan (1747-1834)
- Khanat d'Ourmia (1747-1865, Azerbaïdjan iranien))
- Khanat de Sarab (en) (1747-1800?) kurde
- Khanat de Talysh (en) (1747-1818)
- Khanat de Tabriz (en) (1757-1799)

Chirvanchah vers 1311
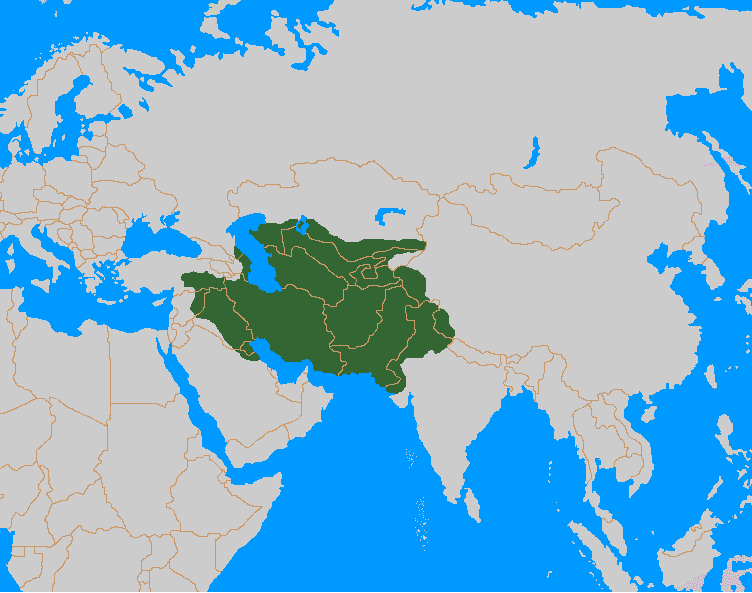
Empire timouride, vers 1400
Aq Qoyunlu, vers 1478
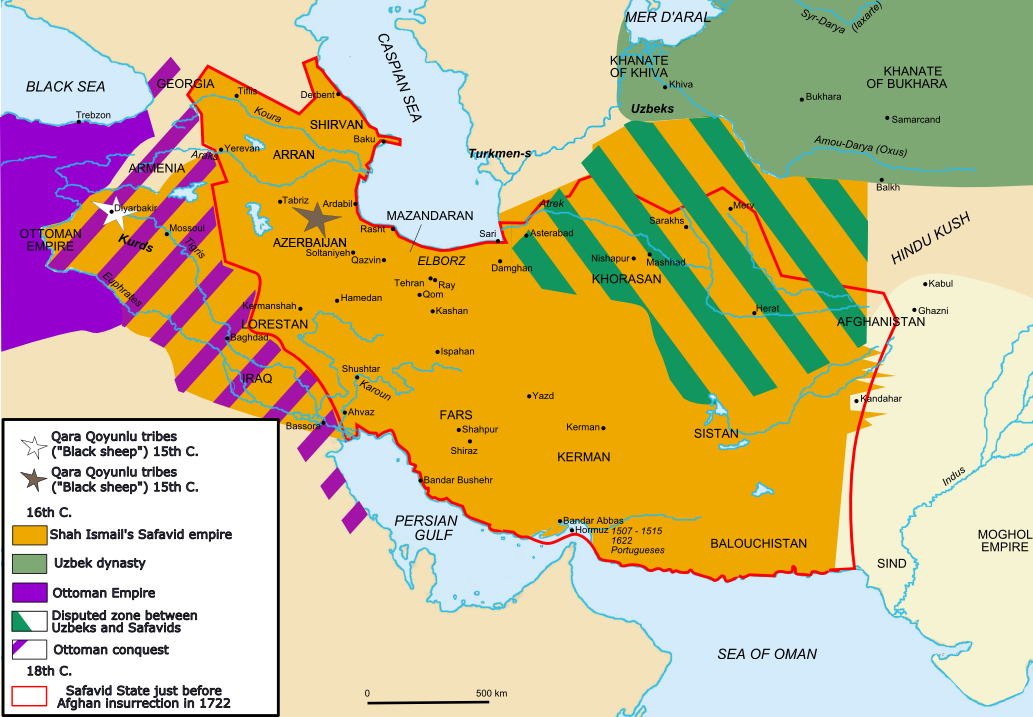
Iran safévide, vers 1600
Khanats du Caucase (Sud-Est), vers 1800

## Époque contemporaine

### Vice-royauté du Caucase (Empire russe): 1785-1917

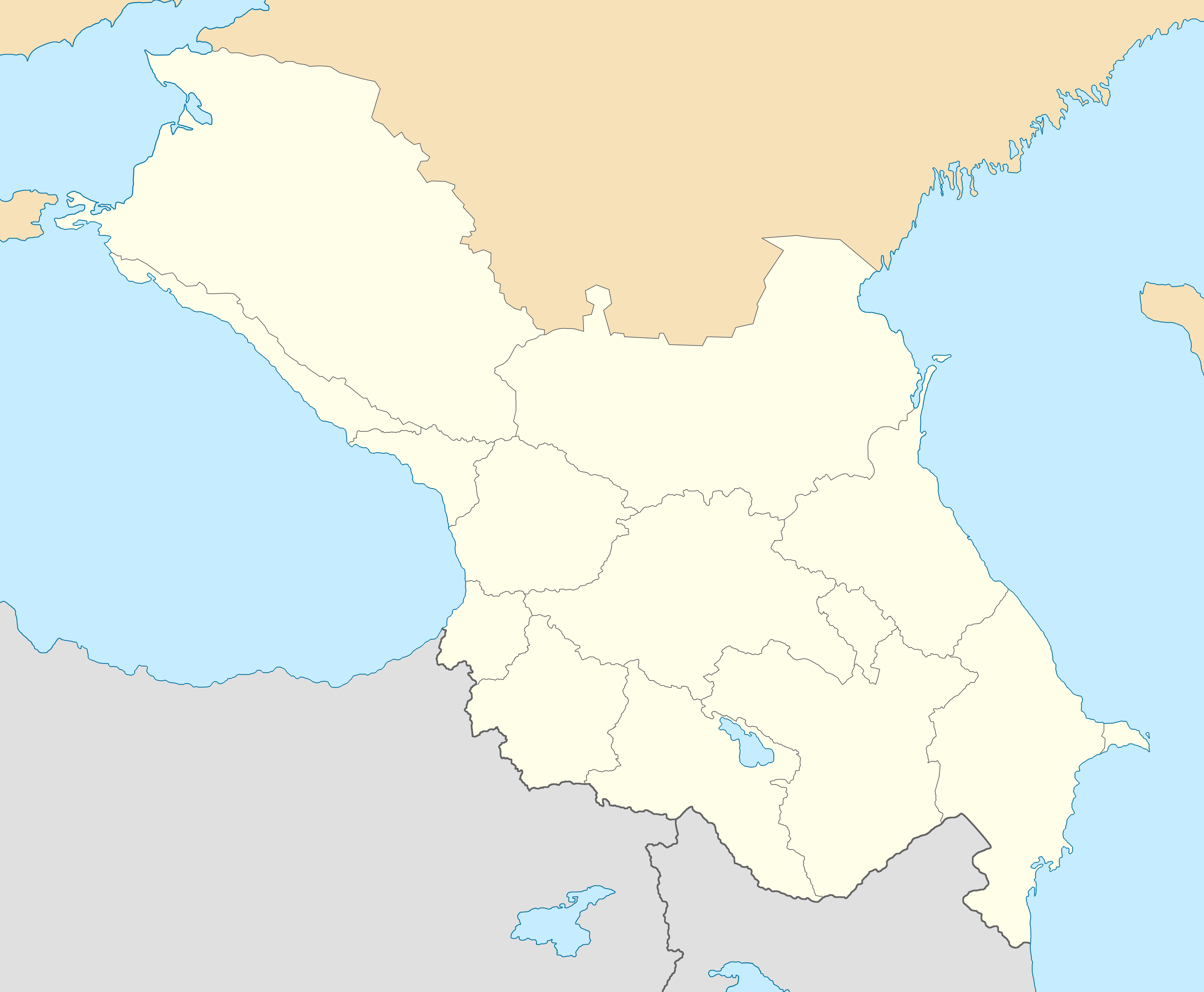
Vice-royauté du Caucase

En 1804, l'empereur russe Alexandre Ier conquiert Gandja sur la Perse, qui devient Elizavetpol. Le traité de Golestan, en 1813, donne à l'Empire russe les provinces de Perse situées au nord de l’Araxe. La ville de Bakou est annexée  aux termes du traité de Turkmantchaï de 1828 et du traité d'Edirne en 1829. L'administration russe organise cette région en gouvernement de Bakou.
Industrie pétrolière en Azerbaïdjan
À la fin du XIXe siècle, la Russie découvre ses richesses en or noir et Bakou devient le premier producteur mondial de naphte. Un mouvement azéri relativement structuré émerge au même moment.

### Indépendance (1918)

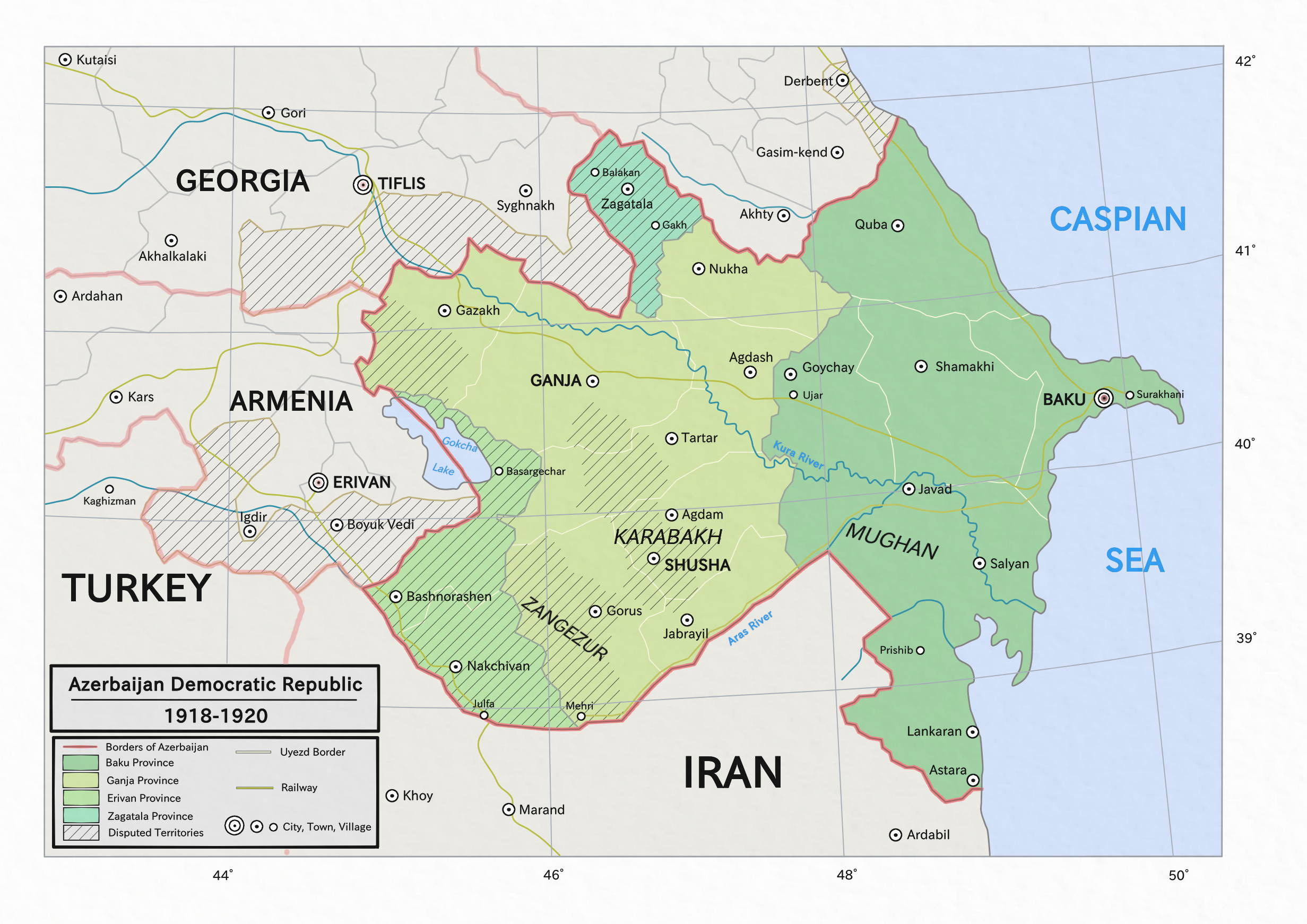
République démocratique d'Azerbaïdjan

En 1918, l’Azerbaïdjan se proclame république indépendante et forme avec ses pays frontaliers la République démocratique fédérative de Transcaucasie. La République démocratique d'Azerbaïdjan, qui lui succède et existe jusqu'en 1920, étant le premier pays démocratique musulman en Asie, a accordé pour la première fois dans les pays musulmans le droit de vote aux femmes. Le parti Müsavat et la personnalité de Mohammed Émin Résulzadé (1884-1955) dominent cette première république.

### Domination russe soviétique (1918-1990)

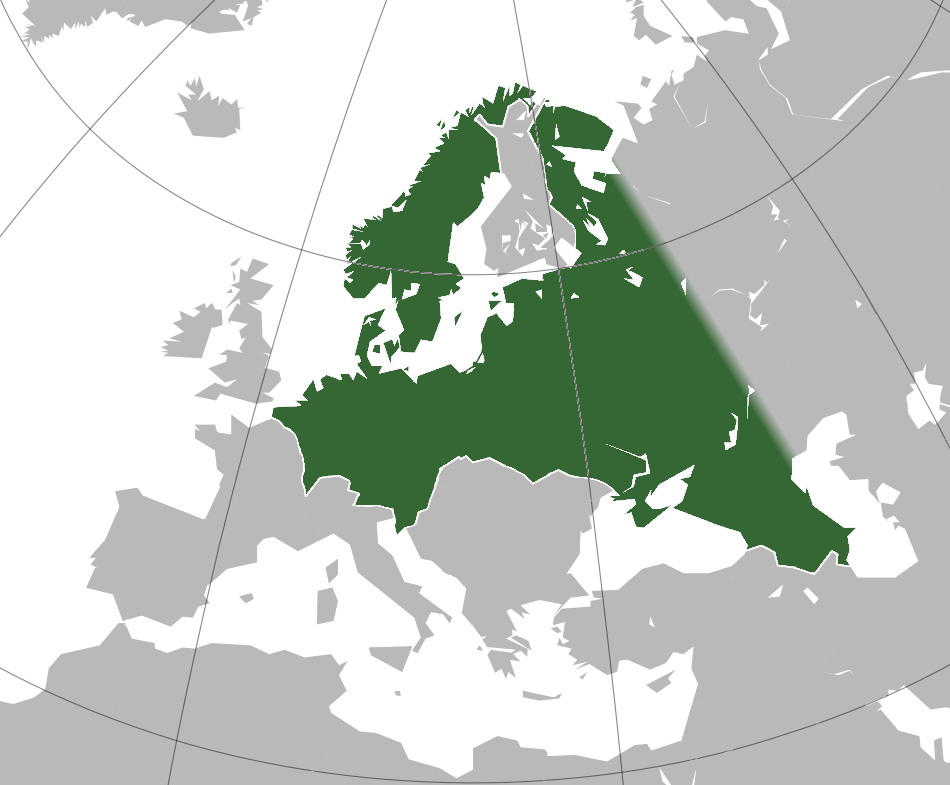
Generalplan Ost, projet 1939-1943

En 1920, le pays est occupé par l'Armée rouge et intégré en 1922 à la République socialiste fédérative soviétique de Transcaucasie au sein de l’Union soviétique, et devient en 1936 la République socialiste soviétique d’Azerbaïdjan.
Pendant la Seconde Guerre mondiale, les autorités nazies eurent des projets de redéfinition administrative de la région.

### État indépendant (1991-présent)
Le conflit autour du Haut-Karabagh (région autonome de l'Azerbaïdjan peuplée en majorité d'Arméniens), qui évolue finalement vers la guerre du Haut-Karabagh, occupe dès 1988, avec le vote du parlement de Stepanakert de son rattachement à l'Arménie (21 février 1988), vote suivi par le pogrom de Soumgaït (28-29 février 1988), une place importante dans le processus des indépendances avant l'effondrement total de l'URSS.
- 30 août 1991 : L'Azerbaïdjan proclame son indépendance après l'effondrement de l'Union soviétique et du bloc communiste. Le pays adhère à l'Organisation des Nations unies (ONU) en 1992. Les premières années de l'indépendance se caractérisent par un grand désarroi politique.
- Juin 1992 : Aboulfaz Eltchibeï, le président du Front populaire d'Azerbaïdjan (Azərbaycan Xalq Cəbhəsi Partiyası), est élu président au suffrage universel avec 55 % des voix.
- 1993 : La guerre du Haut-Karabagh aboutit à l'occupation par les troupes arméniennes de la partie occidentale de l’Azerbaïdjan séparant l'Arménie du Haut-Karabagh. Cette défaite engendre d'importants problèmes politiques, et finalement, un coup d'État en juin 1993. Aboulfaz Eltchibeï est destitué et remplacé provisoirement par l'ancien dirigeant soviétique Heydar Aliyev. La destitution d'Eltchibeï est « acceptée » par référendum en octobre 1993 et Aliyev est élu président avec 98,8 % des suffrages lors d’un scrutin incontesté. Un régime autoritaire s'instaure, marqué par un culte de la personnalité du président, et par des investissements étrangers qui sont encouragés. Pour sa part, le Conseil de sécurité des Nations unies condamne l'occupation du territoire de la République azerbaïdjanaise dans ses résolutions no 822 (30 avril 1993), 853 (29 juillet 1993) 874 (14 octobre 1994) et 884 (11 novembre 1993). Un cessez-le-feu entre en vigueur au printemps 1994, tandis que le président Aliyev paraît décidé à mener à leur terme les négociations engagées avec le gouvernement arménien.
- Novembre 1995 : La nouvelle Constitution de la République azerbaïdjanaise est adoptée par référendum. Des élections législatives sont organisées. Retour au pouvoir du Parti du nouvel Azerbaïdjan (Yeni Azərbaycan Partiyası, YAP) au détriment des communistes.
- Novembre 1997 : L'Azerbaïdjan revient sur le marché mondial du pétrole.
- Septembre 1998 : Le Sommet de la Route de la Soie est tenu pour la première fois à Bakou et réunit plus de 32 pays. En octobre de la même année, Heydar Aliyev est réélu président. L'Azerbaïdjan, la Géorgie, le Kazakhstan, la Turquie, l'Ouzbékistan et les États-Unis signent un projet d'accord intitulé « la Déclaration d'Ankara » portant sur la construction d'un oléoduc qui reliera Bakou à Ceyhan (en Turquie) et qui acheminera le pétrole de la Caspienne vers les pays occidentaux.
- 12 décembre 1999 : Premières élections municipales.
- 6 novembre 2000 : Après les élections législatives, l'opposition au président Aliyev dénonce des fraudes massives, confirmées par les observateurs internationaux, et menace de ne pas reconnaître les résultats.
- Janvier 2001 : L'Azerbaïdjan devient membre du Conseil de l'Europe.
- Avril 2001 : Sur invitation du secrétaire d'État américain, le président Aliyev participe, en Floride à Key West, aux négociations de paix entre l'Arménie et l'Azerbaïdjan.
- Novembre 2001 : Premier forum mondial à Bakou qui réunit tous les Azerbaïdjanais du monde.
- Octobre 2003 : Heydar Aliev, toujours candidat à sa propre succession mais dont les problèmes de santé s'aggravent sans cesse, renonce finalement à se représenter et reconnaît son fils comme seul candidat de son parti.
- 15 octobre 2003 : Ilham Aliyev est élu à l'élection présidentielle avec 76,84 % des voix. Il prend ses fonctions le 31 octobre malgré les plaintes de l'opposition.
- 13 décembre 2003 : mort d'Heydar Aliyev.
- 6 novembre 2005 : Les élections législatives confirment la victoire de Parti du Nouvel Azerbaïdjan, qui remporte 48,8 % des suffrages et 61 sièges sur 125 à l'Assemblée nationale.
- 15 octobre 2008 : Ilham Aliyev est réélu à l'élection présidentielle augmentant son score de 2003 à 88,73 %.
- 7 novembre 2010 : Les élections législatives confirment la victoire de Parti du Nouvel Azerbaïdjan avec une majorité absolue qui remporte 56,8 % des suffrages et 61 sièges sur 125 à l'Assemblée nationale.

## Présidence de Mutalibov (1991-1992)
Alors que pendant la période 1990-1991 l'Azerbaïdjan a plus sacrifié pour l'indépendance à l'égard de l'URSS que toute autre république soviétique, la déclaration d'indépendance introduite par le président Ayaz Mutalibov le 30 août 1991 suit la tentative de coup d'État soviétique de 1991. Mutallibov devient le seul dirigeant soviétique en dehors de Zviad Gamsakhurdia à soutenir la tentative de coup d'état soviétique en publiant une déclaration de Téhéran, tout en dissolvant plus tard le Parti communiste d'Azerbaïdjan et en proposant des changements constitutionnels pour les élections directes du président.
Le 8 septembre 1991, les premières élections présidentielles nationales, au cours desquelles Mutalibov est le seul candidat en lice, se tiennent en Azerbaïdjan. Alors que les élections ne sont ni libres ni équitables selon les normes internationales, Mutalibov devient officiellement le président élu de l'Azerbaïdjan. L'adoption de la déclaration d'indépendance par le Soviet suprême de la RSS d'Azerbaïdjan le 18 octobre 1991 est suivie par la dissolution du Parti communiste azerbaïdjanais. Cependant, ses anciens membres, y compris le président Ayaz Mutalibov, conservent leurs postes politiques.
En décembre 1991, lors d'un référendum national, les électeurs azerbaïdjanais approuvent la Déclaration d'indépendance adoptée par le Conseil suprême.
Avec la dissolution de l'Union soviétique, l'Azerbaïdjan est d'abord reconnu comme État indépendant par la Turquie, Israël, la Roumanie et le Pakistan. Les États-Unis suivent, le 25 décembre.
Pendant ce temps, le conflit sur le Haut-Karabakh se poursuit malgré les efforts pour négocier un règlement. Au début de 1992, la direction arménienne du Karabagh proclame une république indépendante. Dans ce qui est désormais une guerre à grande échelle entre l'Arménie et l'Azerbaïdjan, les Arméniens prennent le dessus, avec l'aide secrète de l'armée russe. Des atrocités majeures sont commises par les deux parties, le massacre de civils azéris perpétré à Khodjaly le 25 février 1992 provoquant un tollé social à cause de l'inaction du gouvernement. Mutalibov est contraint de présenter sa démission à l'Assemblée nationale d'Azerbaïdjan le 6 mars, sous la pression du Front populaire d'Azerbaïdjan.
L'incapacité de Mutalibov à constituer une armée adéquate, dont il craint qu'elle ne reste pas sous son contrôle, provoque la chute de son gouvernement. Le 6 mai, la dernière ville peuplée par les Azerbaïdjanais du Haut-Karabakh, Choucha, est sous contrôle arménien. Le 14 mai, le Conseil suprême d'Azerbaïdjan entend l'affaire sur le massacre de Khodjaly, décharge Mutalibov de toute responsabilité, renverse sa démission et le restitue comme président de l'Azerbaïdjan, mais le lendemain, le 15 mai, les forces armées dirigées par l'Azerbaïdjan le Front prend le contrôle des bureaux du Parlement d'Azerbaïdjan et de la Radio et Télévision d'État azerbaïdjanaise, déposant ainsi Mutalibov, qui part pour Moscou. Le Conseil suprême d'Azerbaïdjan est dissous en passant les devoirs à l'Assemblée nationale d'Azerbaïdjan formée par une représentation égale du Front populaire d'Azerbaïdjan et des anciens communistes. Deux jours plus tard, alors que les forces arméniennes prennent le contrôle de Latchine, Isa Gambar est élu nouveau président de l'Assemblée nationale d'Azerbaïdjan et assume les fonctions temporaires du président d'Azerbaïdjan jusqu'aux élections nationales du 17 juin 1992.

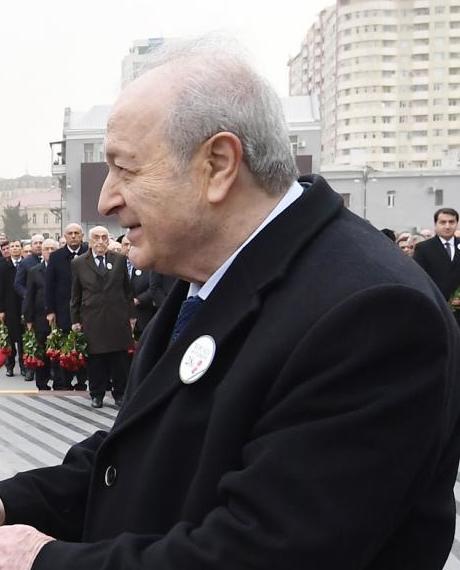
Aïaz Mutalibov
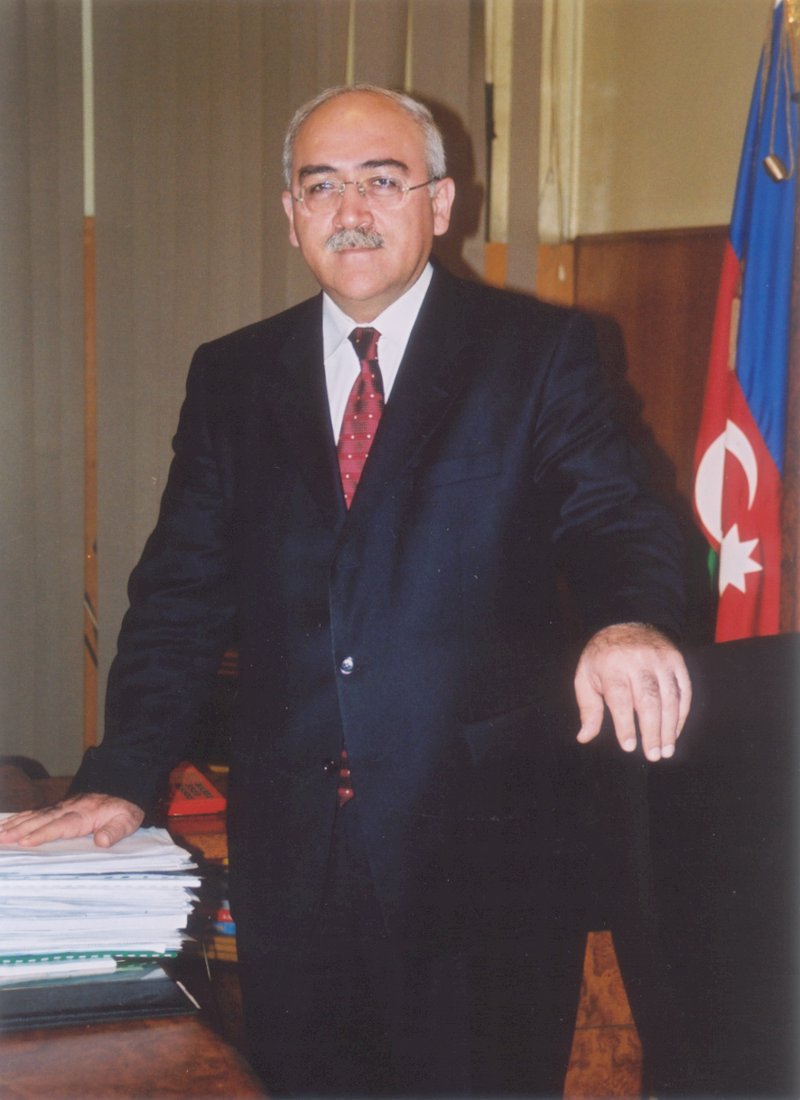
Issa Gambar
Aboulfaz Eltchibeï

## Présidence d'Eltchibey (1992-1993)
Les anciens communistes ne réussissent pas à présenter un candidat viable aux élections de 1992 : Aboulfaz Eltchibeï (1938-2000), le leader du Front populaire d'Azerbaïdjan (PFA) et ancien prisonnier politique et dissident, est élu président avec plus de 60% des voix. Son programme comprend une opposition à l'adhésion de l'Azerbaïdjan à la Communauté des États indépendants, des relations plus étroites avec la Turquie et un désir de liens prolongés avec les Azerbaïdjanais iraniens.

## Présidence de Heydar Aliyev (1993-2003)
Le 3 octobre le pays organise des élections présidentielles, remportées par l'ancien Premier secrétaire du Parti communiste de la RSS d'Azerbaïdjan, Heydar Aliyev (1923-2003), qui recueille 98,8% des voix. 
Au moment de son élection, la situation sur le front du Karabakh continue d'être difficile. Le 23 octobre, l'Azerbaïdjan perd Horadiz et le 1er novembre, Zangelan. 
À la fin de décembre, les troupes azéries lancent une offensive sur les cinq directions (Fizouli, Martuni, Aghdam, Mardakert, Kalbadjar), et le 6 janvier 1994 et reprennent le contrôle d'Horadiz et de Fizouli. 
Au printemps, les troupes arméniennes lancent une offensive dans la direction du terrier, et prennent plusieurs colonies au nord d'Agdam et à l'ouest de Terter. 
Le 6 mai, des représentants de l'Azerbaïdjan, de la RHK et de l'Arménie signent à Bichkek, sous la médiation de la Russie, un accord de cessez-le-feu.
Le 12 mai, cet accord entre en vigueur. 
En conséquence du conflit et des hostilités, l'Azerbaïdjan perd le contrôle sur le territoire de l'ancienne enclave du Haut-Karabakh sur le territoire de l'Arménie, une partie de la région kazakhe et sept districts autour du Haut-Karabakh[réf. souhaitée].
La cessation des hostilités permet au gouvernement de l'Azerbaïdjan le 20 septembre de conclure un contrat du siècle avec les plus grandes compagnies pétrolières et gazières du monde dans le développement à grande échelle des champs « Azeri-Chirag-Gunachli » dans le secteur azerbaïdjanais de la mer Caspienne[réf. souhaitée]. 
Cet accord attire des investissements développant l'industrie du pays. 
Cependant, quelques jours plus tard, dans la nuit du 29 au 30 septembre, la situation politique intérieure du pays se dégrade encore, quand deux proches collaborateurs du président sont tués à Bakou, le vice-président du Parlement Afiyaddin Jalilov et le chef de l'administration spéciale auprès du président de Chemsi Rahimov. 
Soupçonnés de meurtre le 2 octobre, plusieurs policiers de l'Otryad Politsi Osobogo Naznacheniya (OPON, police secrète) sont arrêtés. 
Le jour même, le bâtiment du Bureau du Procureur général est investi par un groupe de OPON[réf. souhaitée], avec quanrante otages, dont le procureur général Ali Omarov. 
Plusieurs bâtiments sont occupés à Gandja. 
Dans la matinée du lendemain après de longues négociations, portant entre autres sur la démission du procureur général, du ministre de l'Intérieur et du président du parlement, la libération de leurs employés, ainsi que la convocation d'une session d'urgence du Milli Majlis, les officiers d'OPON quittent le bâtiment du bureau du procureur général.
Heydar Aliyev signe un décret proclamant l'état d'urgence pour deux mois.
Le soir du même jour, il prononce un discours télévisé à la nation, dans lequel il appelle les combattants OPON à déposer les armes, considérant leurs actions comme une tentative de coup d'État. 
Il accuse également le Premier ministre Suret Huseynov (1959-) et le commandant d’OPON et ministre adjoint de l'Intérieur Rovchan Javadov de participer au coup d'État. 
Dans la nuit du 4 octobre, à Bakou, OPON accorde son soutien au président, et n'est pas dissous. 
Dans la matinée du 5 octobre, les forces gouvernementales arrivent à Ganja sur l'ordre de Rasul Guliyev et «ont rétabli l'ordre». Pour sa part, Huseynov rejette les accusations d'organiser des émeutes à Ganja. 
Cependant, le 7 octobre, le Milli Majlis accepte sa démission du poste de Premier ministre, et après un moment, Huseynov quitte le pays pour la Russie.
Le 12 mars 1995, les forces de l'ordre d'Azerbaïdjan interceptent des véhicules de 150 tonnes de cuivre transportés avec le soutien d'OPON. 
Dans la nuit du 13 mars, des affrontements armés ont lieu entre l'OPON et les forces de l'ordre locales dans les régions du nord-ouest de l'Azerbaïdjan. 
Des rebelles sont capturés dans deux zones frontalières avec la Géorgie, ainsi qu'aux bâtiments de l'administration et aux postes de police. 
Après un certain temps, les troupes gouvernementales s'opposent aux insurgés et, reprenant le discours armé, retrouvent le contrôle du nord-ouest de l'Azerbaïdjan. 
Le 15 mars, Heydar Aliyev limoge le chef de l'OPON, Rovchan Javadov, en tant que vice-ministre de l'Intérieur. 
À son tour, Javadov, retranché sur la base de l'OPON dans le village "8e kilomètre" près de Bakou, appelle à la démission du président, du président du parlement et du ministre de l'Intérieur. 
Dans la nuit du 16 mars au 17 mars, des combats éclatent entre les soldats OPON et les forces gouvernementales près de la base des soldats OPON, entraînant la mort de Javadov et la répression par les troupes gouvernementales de la mutinerie OPON. 
L'OPON en tant que structure de pouvoir dans la structure du ministère de l'Intérieur de l'Azerbaïdjan est ainsi liquidée. 
Le 2 novembre de la même année, les premières élections législatives et un référendum sur l'adoption de la Constitution du pays ont lieu, avec le soutien de 91,9% des électeurs.
À cause du conflit du Haut-Karabakh, l'Azerbaïdjan est dans une profonde instabilité politique.
La situation change radicalement après l'élection d'Aliyev à la présidence du pays.
La cessation des hostilités permet à Aliyev de se concentrer sur la reconstruction de l'économie du pays, et en particulier sur la réforme agraire. 
Déjà, en décembre 1994 - mars 1995, une commission spéciale, créée par le président Aliyev, vise à établir les principes de la réforme agraire. 
Les diverses commissions instituent trois lois fondamentales sur la réforme agraire et la restructuration des exploitations agricoles en 1995-1996. 
Les principes généraux du nouveau système économique ont été énoncés dans la constitution du pays, adoptée en novembre 1995, qui abolit le monopole d'État de la propriété foncière (qui avait prévalu en Azerbaïdjan depuis le début des années 1920) et reconnait le droit des biens mobiliers et immobiliers (terre) dans la propriété privée. 
La transition d'une économie planifiée à une économie de marché figure dans la nouvelle constitution.
Heydar Aliyev entame des négociations avec des sociétés occidentales sur le développement des gisements de pétrole en Azerbaïdjan. Le 20 septembre 1994, le gouvernement de l'Azerbaïdjan signe un contrat du siècle avec les plus grandes compagnies pétrolières et gazières du monde: BP (Royaume-Uni), Amoco, Unocal, Exxon, McDermott et Pennzoil (USA), "Lukoil" (Russie), de Statoil (Norvège) et l'État Oil Company Azerbaïdjan, TPAO (Turquie), Delta Nimir (Arabie Saoudite) et Ramco (Écosse) sur un développement à grande échelle des champs "Chirag-Azeri-Guneshli" dans le secteur azerbaïdjanais de la mer Caspienne. 
Cet accord permet d'attirer des investissements et de développer l'industrie du pays. 
Selon le professeur David King (Harvard), Heydar Aliyev contribue à l'amélioration de l'économie de l'Azerbaïdjan[réf. souhaitée].
Un accord d'exportation de gaz est signé avec la Turquie en 2003. 
Les travaux sur l'oléoduc Bakou-Tbilissi-Ceyhan et le gazoduc Bakou-Tbilissi-Erzurum commencent en 2003. 
L'oléoduc est achevé en 2005 et le gazoduc en 2006. 
L'Azerbaïdjan fait également partie au projet de gazoduc Nabucco.
Heydar Aliyev tombe malade et, en avril 2003, s'effondre sur scène. Incapable de revenir à la vie publique, à l'été 2003, il est placé en soins intensifs aux États-Unis, où il est déclaré mort le 12 décembre 2003.

## Présidence d'Ilham Aliyev (depuis 2003)
Dans une autre élection controversée, son fils Ilham Aliyev (1961-) est élu président la même année. 
L'élection, caractérisée par la violence de masse, est critiquée par des observateurs étrangers. 
L'opposition politique à l'administration Aliyev reste forte : beaucoup ne se satisfont pas de cette nouvelle succession dynastique, et réclament un gouvernement plus démocratique. 
Ilham Aliyev est réélu en 2008 avec 87% des suffrages, tandis que les partis d'opposition boycottent les élections. 
Lors d'un référendum constitutionnel en 2009, les mandats de la présidence sont abolis et la liberté de la presse restreinte.
Les élections parlementaires de 2010 amènent un Parlement totalement loyal à Aliyev : pour la première fois dans l'histoire de l'Azerbaïdjan, aucun candidat des principaux partis d'opposition du Front populaire d'Azerbaïdjan ou de Musavat n'est élu. 
The Economist classe l'Azerbaïdjan parmi les régimes autoritaires, le plaçant au 135e rang sur 167 pays, dans son indice de démocratie 2010.
Des manifestations répétées sont organisées contre le régime d'Aliyev en 2011, appelant à des réformes démocratiques et à l'éviction du gouvernement. 
Aliyev réagit en ordonnant une répression sécuritaire, en utilisant la force pour écraser les tentatives de révolte à Bakou et en refusant de faire des concessions. 
Plus de 400 Azerbaïdjanais sont arrêtés depuis le début des manifestations en mars 2011. 
Les dirigeants de l'opposition, dont Isa Gambar de Musavat, promettent de continuer à manifester, bien que la police ait eu peu de mal à arrêter les protestations dès le début.
Le 24 octobre 2011, l'Azerbaïdjan est élu membre non permanent du Conseil de sécurité des Nations unies, avec mandat débutant le 1er janvier 2012.

### Conflit du Haut Karabakh
Le conflit du Haut-Karabagh (1988-2024) connaît une aggravation : guerre des Quatre Jours (2016), seconde guerre du Haut-Karabagh (2020), accord de cessez-le-feu sur le Haut-Karabagh de 2020, prisonniers de guerre arméniens pendant la seconde guerre du Haut-Karabakh, conflit frontalier entre l'Arménie et l'Azerbaïdjan (2021-2022), opération de maintien de la paix au Haut-Karabagh (2020-2023), conflit arméno-azerbaïdjanais de septembre 2022, blocus du Haut-Karabagh (2022-2023), crise humanitaire, guerre de 2023 au Haut-Karabagh, capitulation de la République du Haut-Karabagh (septembre 2023).

## Galerie de personnalités politiques contemporaines
Présidence

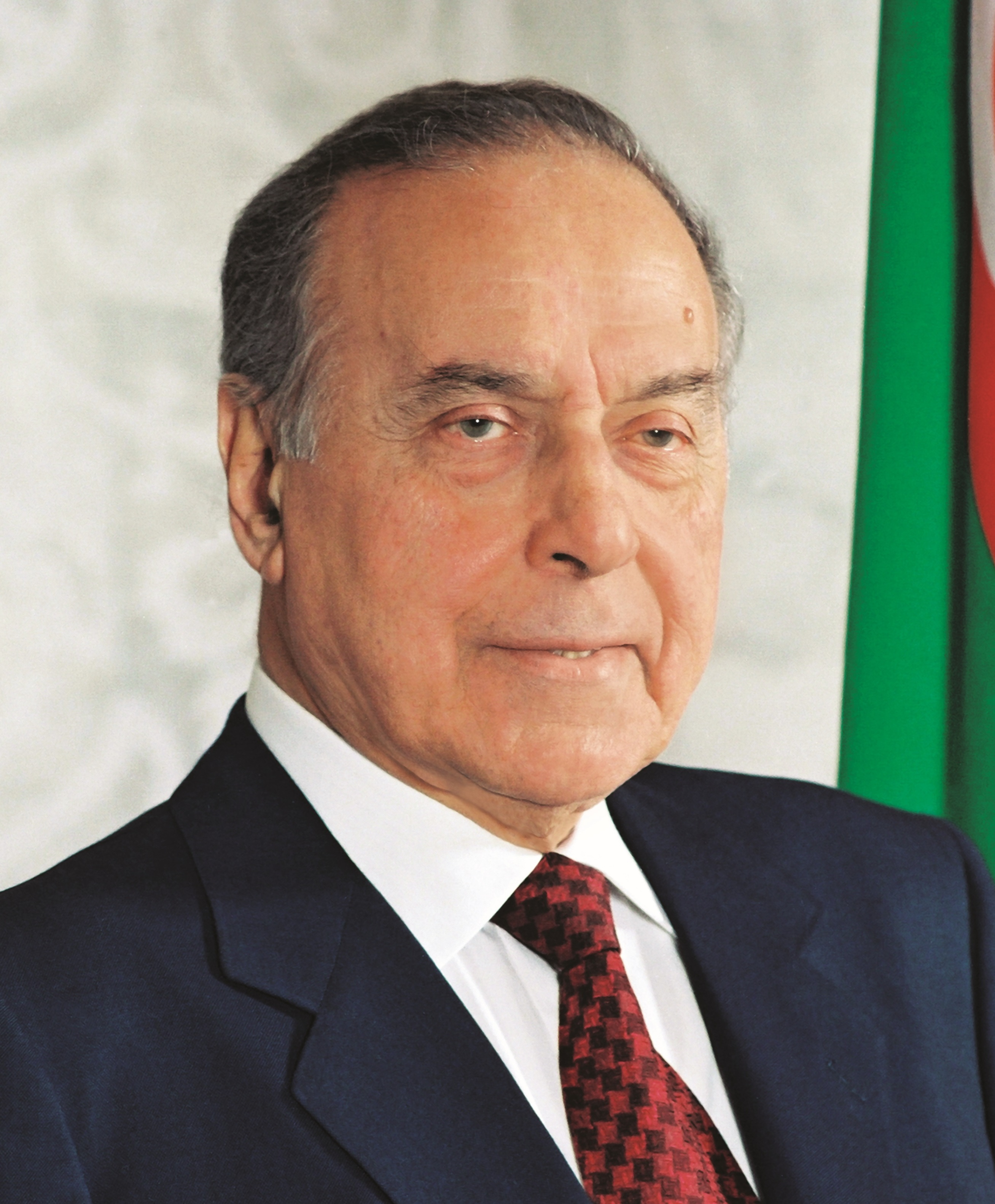
Heydar Aliyev 1993-2003
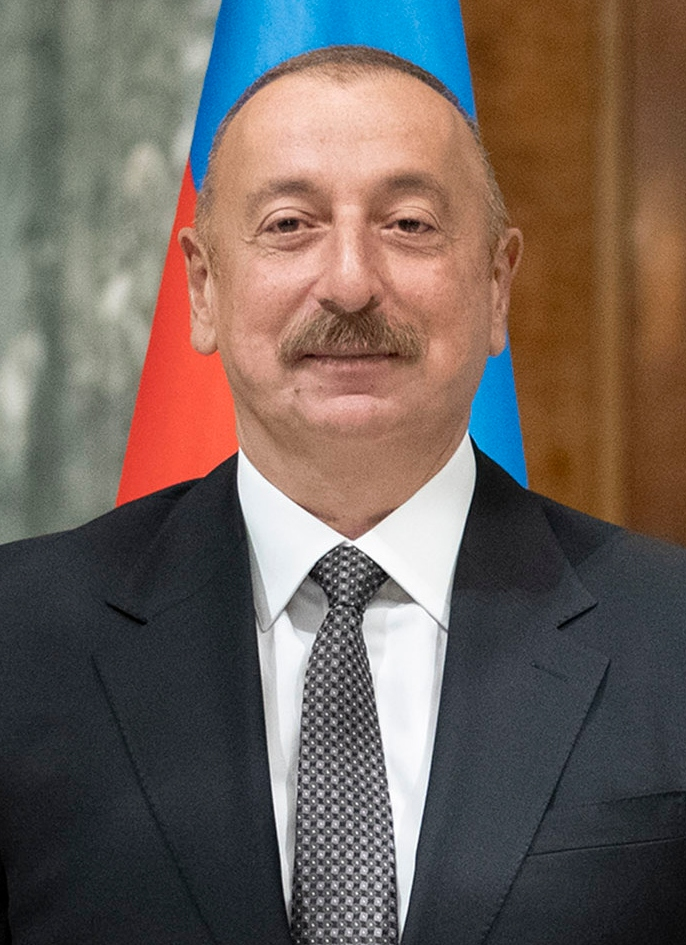
Ilham Aliyev 2003-présent
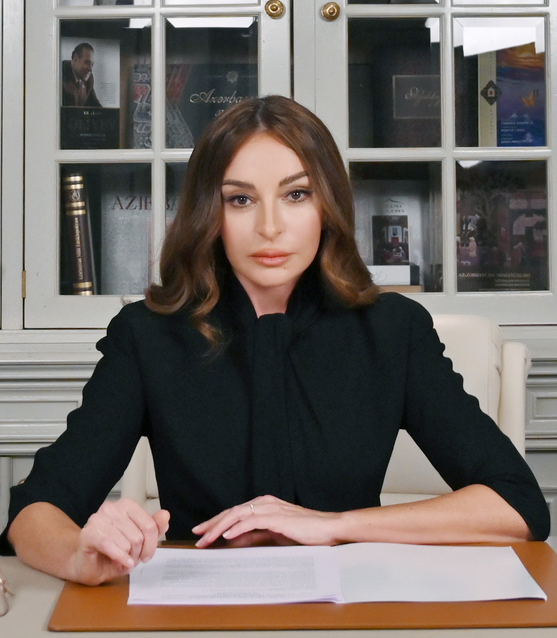
Mehriban Aliyeva 2017-présent vice-présidente

Gouvernance

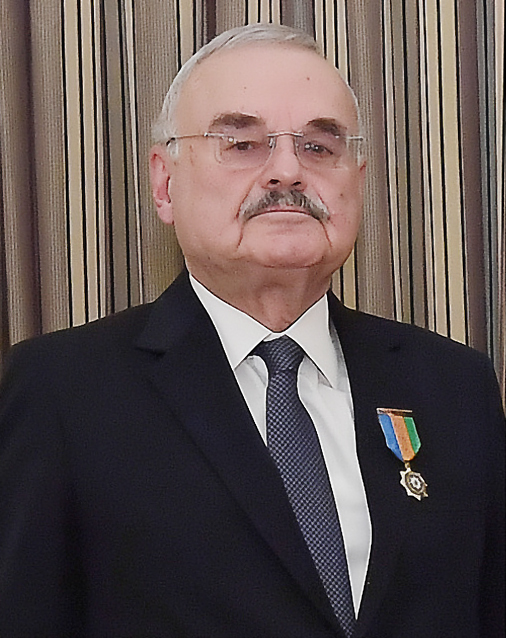
Artur Rasizada 1996-2018
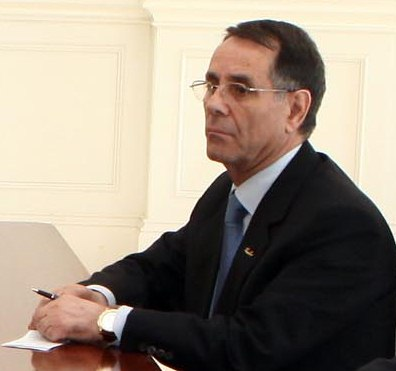
Novruz Mammadov 2018-2019
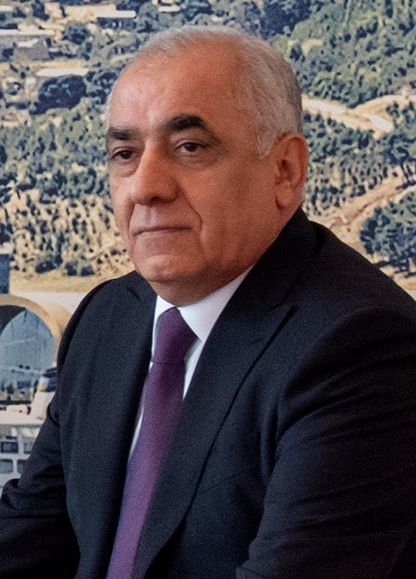
Ali Asadov 2019-présent

#### Autres
- Économie de l'Azerbaïdjan
- Politique en Azerbaïdjan, constitution de la république d'Azerbaïdjan, premier ministre d'Azerbaïdjan
  - Assemblée nationale (Azerbaïdjan), président de la république d'Azerbaïdjan, liste des présidents de l'Azerbaïdjan
- Histoire militaire de l'Azerbaïdjan, liste des guerres de l'Azerbaïdjan
- Azerbaïdjan (Iran), Azéris d'Iran (autres minorités turciques en Iran : Afchars, Kachkaïs)
  - province d'Azerbaïdjan occidental, province d'Azerbaïdjan oriental, province d'Ardabil, province de Zandjan
- Histoire des Juifs en Azerbaïdjan, Juifs des montagnes